# Csévharaszti homokvidék
Csévharaszti homokvidék este o arie protejată (arie specială de conservare — SAC, sit de importanță comunitară — SCI) din Ungaria întinsă pe o suprafață de 1.199,86 ha, integral pe uscat.

## Localizare
Centrul sitului Csévharaszti homokvidék este situat la coordonatele 47°17′49″N 19°22′12″E / 47.2969°N 19.37°E.

## Înființare
Situl Csévharaszti homokvidék a fost declarat sit de importanță comunitară în mai 2004 pentru a proteja 2 specii de plante și 4 specii de animale. Situl a fost protejat și ca arie specială de conservare în februarie 2010.

## Biodiversitate
Situată în ecoregiunea panonică, aria protejată conține 2 habitate naturale: Stepe panonice nisipoase, Tufărișuri panonice ale dunelor de nisip continentale (Junipero-Populetum albae).
La baza desemnării sitului se află mai multe specii protejate:
- plante (2): Dianthus diutinus, Iris humilis subsp. arenaria
- nevertebrate (4): Bolbelasmus unicornis, Carabus hungaricus, Cucujus cinnaberinus, Hypodryas maturna

Pe lângă speciile protejate, pe teritoriul sitului au mai fost identificate 7 specii de plante, 1 specie de amfibieni, 2 specii de nevertebrate, 3 specii de reptile.